# 神舟八号
神舟八号（简称神八）是中国第八艘“神舟”号飞船，是一艘搭載了2个模擬人的无人飞船。神舟八号于2011年11月1日清晨05:58:10秒430毫秒（协调世界时10月31日21:58:10秒430毫秒）由长征二号F改进型运载火箭（遥八）发射升空。11月3日凌晨，神舟八号与于9月29日发射的天宫一号目标飞行器自动对接，组成一座小型的“空间实验室”。间隔12天后脱离天宫一号，与其进行第二次交会对接。最后再次脱离天宫一号，返回舱返回地球。中国中央电视台对神八的发射以及与天宫一号的对接过程进行了全程直播。

## 概要
此次任务是神舟飞船首次使用长征二号F改进型运载火箭发射，长征二号F改进型较之前使用的基本型进行了全面升级。神舟八号较前几艘神舟飞船改進幅度比較大，主要是在顶部设置了空间对接机构，取代神舟一号至六号的附加段和神舟七号的气闸舱气瓶与伴飞卫星。由于飞船和发射飞船的运载火箭均进行了较大技术改进，出于安全考虑，神舟八号为不载人飞行。其主要任务是完成与天宫一号目标飞行器的首次交会对接试验，验证自动交会对接技术、停靠技术、组合体控制与管理技术。并且考核飞船改进后的可靠性和安全性。
自本任务起，神舟飞船的设计試驗等已基本定型，其三舱外观、结构及功能在后续的神舟飞船任务中大部分都将保持不变，开启批量生产模式。

## 任務

### 准备工作
2005年底，神舟八号首次对接缓冲试验在上海成功。2011年9月24日，运载神舟八号的火箭抵达甘肃酒泉卫星发射中心。10月26日，飞船被转运至发射塔架。

### 发射
2011年11月1日5时58分10秒430毫秒，载有飞船的运载火箭在酒泉卫星发射中心发射升空，飞船进入近地点200公里、远地点330公里的近地轨道。

### 对接
神舟八号与天宫一号先后进行了两次自动对接工作。对接首先由地面人员操控神八经多次轨道修正接近天宫一号。当距离天宫50公里范围时，神八和天宫进入双方自主控制阶段，互相靠近，最终达到对接。
11月3日凌晨01:43（协调世界时11月2日17:43分），神舟八号与天宫一号首次对接成功。中國成為继美国和俄罗斯之后，世界上第三個掌握完整的太空對接技術的國家。
11月14日19时28分，天宫一号目标飞行器与神舟八号飞船组合体成功分离，神舟八号缓缓撤离至140米停泊点。20时00分，在北京航天飞行控制中心的精确控制下，神八与天宫一号的第二次对接成功。这次对接试验成功，进一步考验了交会对接测量设备和对接机构的功能与性能。

### 试验
神舟八号舱内储有以德國航空太空中心及德国霍恩海姆大学“SIMBOX”为主的拟微重力生物试验盒。神舟八号是神舟系列第一艘基本定型的飞船。
在神舟八号上，开展了中德合作空间生命科学实验。该合作项目是在2008年中国和德国空间主管机构之间签署的协议框架下实施的。实验装置SIMBOX由德方作为主承包商开发，中德双方共17个生命科学实验项目参加了合作。该合作颇为成功。

### 返回
2011年11月17日19点32分30秒，神舟八号返回舱于内蒙古四子王旗阿木古朗草原主着陆场（42°20′35″N 111°16′15″E / 42.34306°N 111.27083°E）平稳着陆，返回舱落地时呈水平状态，神舟八号任务取得圆满成功。

## 轶事
北京航天飞行控制中心的一位调度员杨彦波因为容貌“清秀帅气”，在神舟八号与天宫一号对接直播期间走红网络，被网友亲切称为“神八哥”。后来杨彦波成为了调度团队负责人，该团队也在神舟十三号任务期间出现了另一位因“北京明白”而闻名的调度员高健。

## 參阅
- 神舟飛船
- 中国载人航天工程
- 中國空間站
- 天宫一号
- 国家航天局

## 外部連結
- 天宫一号与神舟八号交会对接任务专题——中国航天科技集团公司（页面存档备份，存于）
- 神舟八号 - 国家航天局 （页面存档备份，存于）
- 天宫一号神舟八号空间交会对接任务专题 - 新华网 （页面存档备份，存于）
- 打开空间生命科学实验的“黑匣子”——解读中德合作通用生物培养箱（页面存档备份，存于）
- Preliminary Shenzhou VIII spacecraft in ground tests（页面存档备份，存于）
- . SpaceDaily.com. February 19, 2006  [2011-11-02]. （原始内容存档于2018-12-22）.